# Лури
Лурите са народ в Иран, говорещ свой език лори (близък до фарси).
Населяват планината Загрос в областта Луристан, Иран и наброяват около 2,6 милиона души. По религия са мюсюлмани-шиити. Постепенно изоставят номадския си начин на живот и преминават към земеделие.
Вероятно са наследници на древните лулу, които в Древна Месопотамия са били източник на най-желаните роби през 3-то и 2-рото хилядолетие пр.н.е.
Мъжете лури имат славата на изключително силни физически.